# Hipótesis de la variabilidad

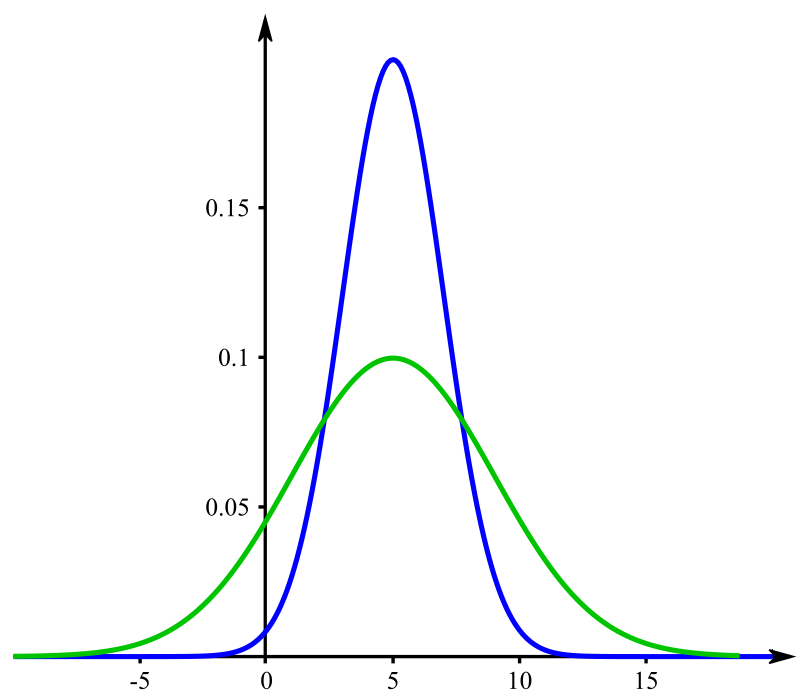
Ejemplo de una población con una gran variabilidad, campana verde platicúrtica, versus una población no tan variable, campana azul leptocúrtica

La hipótesis de la variabilidad masculina, también conocida en el mundo anglosajón como the greater male variability hypothesis, establece que los machos muestran una mayor variabilidad en la mayoría de los rasgos que las hembras. 
Las diferencias de sexo en la variabilidad están presentes en muchas habilidades y rasgos, incluidos los físicos, psicológicos y genéticos. No solo se encuentra en humanos, sino también en otras especies seleccionadas sexualmente. A menudo esto se ha discutido en relación con la capacidad cognitiva de cada sexo, donde se ha observado que los hombres son más propensos que las mujeres a tener una inteligencia muy alta o muy baja. Esta diferencia sexual en la variabilidad de la inteligencia se ha discutido al menos desde tiempos de Charles Darwin.

## Variabilidad en el coeficiente intelectual

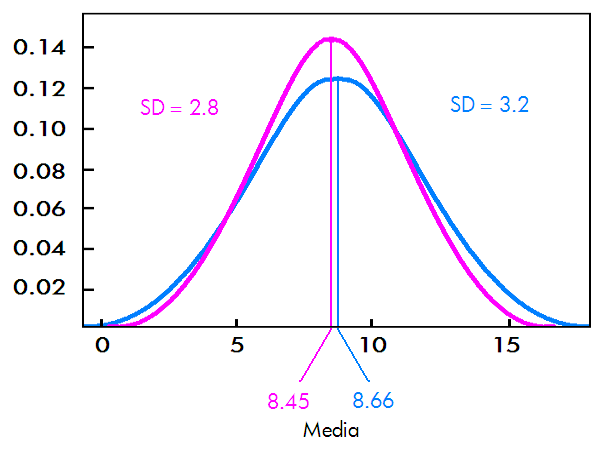
Diagrama que muestra las dos curvas de ambos sexos comparadas tras procesar la información generada por Armed Services Vocational Aptitude Battery - G factor (ASVAB-g). En color rosa la curva (la más acuminada) de las mujeres (media = 8.45 sd = 2.8), en color azul la curva (la más plana) de los hombres (media = 8.66 sd = 3.2). Se puede observar una mayor variabilidad en los resultados obtenidos por los hombres así como una muy leve ventaja en la media.

En general hombres y mujeres tienen unos resultados similares en cuanto a nivel medio de inteligencia, no obstante, la inteligencia en la población masculina está más distribuida en los extremos, con una mayor variabilidad de resultados, habiendo una población relativamente mayor de hombres tanto con discapacidad intelectual como superdotación intelectual. Horst Hameister, investigador de la Universidad de Ulm en Alemania, argumenta que incluso en la media femenina pudiera existir una ligera ventaja pero hay más variabilidad en la población masculina afirmando lo siguiente:

Las mujeres tienden a ser mejores en general en las pruebas de coeficiente intelectual, que en promedio están en alrededor de 100 puntos, mientras que los hombres tienen un promedio de 99 puntos [...] Además, más hombres tienen retrasos mentales. Pero cuando usted mira en los coeficientes intelectuales de 135 puntos o más, verá más hombres que mujeres.

### Datos estadísticos sobre la hipótesis
Ya desde 1932  un estudio en Escocia hecho a niños y niñas  de 11 años demostró  que las mujeres están sobrerrepresentadas en el rango entre los 90 a 115 puntos de CI y los hombres están sobrerrepresentados en los rangos por debajo de 90 puntos y por arriba de los 115 puntos. Aproximadamente un 60% de los niños con coeficientes menores a 70 puntos eran hombres mientras que, por otro lado,  un 60% de las personas con coeficientes mayores a 140 así mismo eran hombres.
La neurofisióloga de Universidad de Oxford, Susan Greenfield, apunta que en las estadísticas, por arriba de los 145 puntos por lo general solo aparece una mujer por cada ocho hombres.   Por otro lado,  el 88,7% de los ganadores de los premios Darwin fueron hombres.
Un dato que corrobora estas hipótesis se puede ver en un estudio realizado en 2005 por Ian Deary, Paul Irwing, Geoff Der, y Timothy Bates, centrándose en la ASVAB (Armed Services Vocational Aptitude Battery) con resultados de 1292 parejas de hermanos del sexo opuesto, mostraron una diferencia significativamente mayor en la variabilidad de los resultados obtenidos por los hombres. El estudio también encontró una muy pequeña diferencia (d '≈ 0.068, o aproximadamente el 7% de una desviación estándar) con una ventaja de la media del factor G en la población masculina.
Otro dato más en consonancia con la hipótesis de la variabilidad se puede obtener al observar las nueve personas con coeficientes intelectuales más altos en el planeta, igual o mayor a 190 en la escala Weschler o 196 de la escala Stanford-Binet, que en su mayoría son hombres según la página de la Giga Society. No obstante, un caso excepcional de superdotación profunda femenina pudiera ser Marilyn vos Savant, quien obtuvo en la prueba Mega, diseñada por Ronald K. Hoeflin, una puntuación de 46 de un máximo posible de 48 correspondiendo a un CI de 186 en la escala Stanford-Binet o a un 181 de la escala Wechsler .

### Teoría ligada al cromosoma X
El científico Robert Lehrke propone que gran parte del componente intelectual de los individuos está ligado al cromosoma X. Este fenómeno es debido, según Lehrke y apoyado por Gillian Turner, a que la probabilidad de heredar tal cromosoma en el hombre se ve disminuida a una (XY); en tanto que en las mujeres puede suceder una combinación de dos probabilidades (XX) llegándose a promediar un cromosoma X inteligente con un cromosoma X no inteligente dando como resultado una inteligencia más promediada.
En investigaciones de Hameister, Ulrich Zechner y entre otros colegas de la Universidad de Ulm, hallaron un grupo de genes en particular dentro del cromosoma X relacionados con el desarrollo de las habilidades cognitivas, argumentando que durante la evolución de la inteligencia humana la selectividad ejercida por la mujer al buscar pareja sexual ha tenido significativa importancia. Estudios hechos por distintos investigadores de la Universidad de Heidelberg, del Laboratorio de Biología Molecular Europeo y de la Universidad de Keio en Tokio, encontraron que la deleción de una familia de genes localizados en Xp22.3 y VCX-A se encuentran en pacientes con retardación mental no específica ligadas al cromosoma X.

## Controversias y censura
En un artículo de 1992, titulado «Variability: A Pernicious Hypothesis», la profesora de Stanford Nel Noddings analizó la historia social que, según ella, explica «la repulsión con la que muchas feministas reaccionan ante la hipótesis de la variabilidad».
En 2005, el entonces Presidente de Harvard, Larry Summers, se dirigió a la Conferencia de la Oficina Nacional de Investigación Económica sobre el tema de la diversidad de género en las profesiones científicas y de ingeniería, diciendo: «Parece que en muchos, muchos atributos humanos diferentes ―altura, peso, propensión a la delincuencia, coeficiente intelectual general, capacidad matemática, capacidad científica― hay pruebas relativamente claras de que, independientemente de la diferencia en las medias ―que puede ser discutida― hay una diferencia en la desviación estándar y la variabilidad de una población masculina y femenina». Sus comentarios provocaron una reacción violenta; Summers se enfrentó a un voto de censura de la facultad de Harvard, lo que provocó su dimisión como presidente.
En 2017, un artículo de investigación matemática de Theodore P. Hill y Sergei Tabachnikov, que presentaba una posible explicación evolutiva de la hipótesis de la variabilidad, fue revisado por pares, aceptado y publicado formalmente en The New York Journal of Mathematics. Tres días más tarde, el artículo fue retirado y sustituido por otro no relacionado de autores diferentes, lo que provocó un debate en la comunidad científica y medios internacionales. Posteriormente, una versión revisada fue revisada de nuevo por expertos y publicada en el Journal of Interdisciplinary Mathematics.